# Utetheisa pura
Utetheisa pura là một loài bướm đêm thuộc phân họ Arctiinae, họ Erebidae.